# کیم جانستون یوریچ
کیم جانستون یوریچ (انگلیسی: Kim Johnston Ulrich؛ زاده ۲۴ مارس ۱۹۵۵) یک هنرپیشه است.